# Yannick Bolasie
Yannick Bolasie (24 de maig de 1989) és un futbolista professional congolés que juga de volant dret per l'Everton FC anglés.